# Валентинов, Марк Маркович
Марк Маркович Валентинов (14 апреля 1904 года — 26 октября 1989 года) — советский российский театральный режиссёр, искусствовед, педагог.

## Биография
Родился 14 апреля (1 апреля по ст. стилю) 1904 года в г. Тифлисе в семье известного театрального деятеля Марка Марковича Валентинова (старшего) и оперной актрисы Александры Анатольевны Скорупской.
В 1921 году окончил мужскую гимназию г. Кисловодска и приступил к обучению в Высших Театральных мастерских Все́волода Эми́льевича Мейерхо́льда. В 1922—1923 годах работал в Тифлисском Государственном оперном театре в качестве помощника режиссера. В 1924 году поступил в Бакинский Государственный университет на исторический факультет. С третьего курса перешел на Восточный факультет. Учебу в Университете совмещал с работой режиссера оперной студии и преподавателя Азербайджанской Государственной консерватории по классу сценического искусства. Работая в консерватории, регулярно брал уроки пения у заслуженного артиста республики, профессора Н. И. Сперанского. За время работы в оперной студии поставил два спектакля: «Паяцы» Р. Леонкавалло и «Майская ночь» Римского-Корсакова. В 1930 году учился на факультете восточных языков Бакинского университета. В 1931 окончил Бакинский университет по кафедре истории искусства. С 1933 по 1935 год работал режиссером постановщиком Саратовской Краевой оперы, где поставил десять оперных спектаклей. В ноябре 1936 был приглашен в Горьковский театр оперы и балета в качестве главного режиссера, где поставил двадцать пять спектаклей. В 1947 году уехал в город Куйбышев для работы в Куйбышевском театре оперы и балета. В 1949 вернулся в Горький. С 1949 по 1953 год преподавал в Горьковской Государственной Консерватории им М. И. Глинки.
Умер 26 октября 1989 года, похоронен на Бугровском кладбище Нижнего Новгорода.

## Постановки

### Азербайджанский Государственный оперный театр
- «Паяцы» — композитор Леонкавалло;
- «Риголетто» — композитор Дж. Верди;
- «Тоска» — композитор Дж. Пуччини;
- «Фауст» — композитор Ш. Ф. Гуно;
- «Травиата» — композитор Дж. Верди;
- «Самсон и Далила» — композитор Ш. Сен-Санс.

### Саратовская краевая опера
- «Демон» — композитор А. Г. Рубинштейн;
- «Черевички» — композитор П. И. Чайковский;
- «Пиковая дама» — композитор П. И. Чайковский;
- «Риголетто» — композитор Дж. Верди;
- «Аида» — композитор Дж. Верди;
- «Фра-Дьяволо» — композитор Д. Ф. Обер;
- «Самсон и Далила» — композитор Ш. Сен-Санс;
- «Майская ночь» — композитор Н. А. Римский-Корсаков;
- «Свадьба Фигаро» — композитор В. А. Моцарт;
- «Дочь Кардинала» — композитор Ф. Галеви.

### Горьковский театр оперы и балета
- «Кармен» — композитор Ж. Бизе;
- «Травиата» — композитор Дж. Верди;
- «Демон» — композитор А. Г. Рубинштейн;
- «Броненосец „Потёмкин“» — композитор О. Чишко;
- «Черевички» — композитор П. И. Чайковский;
- «Мазепа» — композитор П. И. Чайковский;
- «Свадьба Фигаро» — композитор В. А. Моцарт;
- «Дочь Кардинала» — композитор Ф. Галеви;
- «Трильби» — композитор А. И. Юрасовский
- «Князь Игорь» — композитор А. П. Бородин;
- «Корневильские колокола» — композитор Р. Планкетт;
- «Фра Дьяволо» — композитор Д. Ф. Обер;
- «Лакме» — композитор Л. Делиб;
- «Цыганский Барон» — композитор И. Штраус;
- «Баядерка» — композитор И. Кальман;
- «Марица» — композитор И. Кальман;
- «Роз-Мари» — композитор Фримль;
- «Продавец птиц» — композитор К. Целлер;
- «Руслан и Людмила» — композитор М. И. Глинка;
- «Риголетто» — композитор Дж. Верди;
- «Фауст» — композитор Ш.-Ф. Гуно;
- «Коломбина» — композитор А. П. Рябов;
- «Пиковая Дама» — композитор П. И. Чайковский;
- «Мазепа» — композитор П. И. Чайковский;
- «Табачный капитан» — композитор Адуев;
- «Гугеноты» — композитор Мейербер;
- «Бал Маскарад» — композитор Дж. Верди;
- «Даиси» — композитор Палиашвили;
- «Тихий Дон» — композитор Дзержинский;
- «Семья Тараса» — композитор Д. Кабалевский
- «Черевички» — композитор П. И. Чайковский;
- «Борис Годунов» — композитор М. Мусоргский
- «Иоланта» — композитор П. И. Чайковский;
- «Золотой петушок» — композитор Н. А. Римский-Корсаков;

### Куйбышевский театр оперы и балета
- «Демон» — композитор А. Г. Рубинштейн;
- «Фауст» — композитор Ш.-Ф. Гуно;
- «Лакме» — композитор Л. Делиб;
- «Мазепа» — композитор П. И. Чайковский;